# Elizabeth Heaphy de Murray
Elizabeth Heaphy de Murray (Londres, c. 1815-San Remo, 8 de diciembre de 1882), conocida como Elizabeth Murray, fue una pintora inglesa, hija del también pintor Thomas Heaphy, fundador de la Royal Society of British Artists. Desde joven mostró habilidades e interés por la pintura, arte que desarrolló durante su vida.
Fue una de las pintoras que cultivó el retrato en Canarias, junto a su coterráneo Alfred Diston entre otros. Participó en numerosas exposiciones realizadas por la Real Academia Canaria de Bellas Artes. También cultivó el paisajismo de las diferentes vistas que le ofrecía Canarias, principalmente la isla donde residía, Tenerife. Murray orientó a Solita, la hija de Diston, en su formación artística durante su estancia en la isla.

## Contexto histórico

Grand Tour realizado por la familia Mozart

Desde el siglo XVIII hubo ciudadanos ingleses que se dedicaron a viajar, fuese para practicar o aprender determinadas disciplinas, como para ilustrar y desarrollar sus conocimientos científicos, artísticos y literarios, además de aquellos asuntos económicos por los que los grandes comerciantes llegaron incluso a cambiar de residencia. El Grand Tour comenzó a desarrollarse con los viajes que planificaban los hijos de los aristócratas con el objeto de aprender, o practicar, determinadas disciplinas; entre otros destino, viajaban a Francia para aprender el uso de las armas, a bailar o matemáticas, mientras que Italia solía ser frecuentada para el aprendizaje de la música ―como el viaje realizado por la familia Mozart― y la pintura.
Durante el siglo XIX los ingleses continuaron sus itinerarios por el mundo, aunque no tuvieron intensidad hasta el fin de las Guerras Napoleónicas en 1815, cuando la Séptima Coalición derrotó a Napoleón Bonaparte en la Batalla de Waterloo el 18 de junio. Tras la llegada de Napoleón a París, dado que los cargos políticos y públicos le habían retirado su apoyo, se vio forzado a abdicar el 22 de junio de ese mismo año y siendo exiliado en la isla de Santa Helena. El fin de las Guerras Napoleónicas trajo consigo la época de la Restauración europea, durante la que predominó el concierto europeo ―también conocido conocido por sistema de congresos, sistema Metternich o sistema de Viena―, organizado principalmente a partir de los diferentes congresos realizados entre 1815 y 1848 y cuyo objetivo principal fue mantener el equilibrio entre las potencias europeas con la vuelta al absolutismo y la intervención en todos aquellos estados donde hubiese indicios revolucionarios.

## Biografía
Elizabeth Heaphy nació en 1815 en Londres, hija de Mary Stevenson, descendiente de la rama Cromwell, y de Thomas Heaphy, parte de la rama de Florentine Geraldis. Thomas Heaphy fue un prolífico acuarelista ―195 obras― y presidente de la Royal Society of British Artists, cuyas obras fueron principalmente escenas de batallas y retratos de oficiales ―como el realizado al duque de Wellington―.
Su primer domicilio fue el 1, Park Road, Alpha Cottages, Marylebone, en Londres. Desde su infancia vivió en un ambiente que fomentó sus aspiraciones artísticas. Se acostumbró a jugar con las figuras anatómicas de su padre, con las que empezó a estudiar y dibujar por primera vez. Hacia 1820, cuando Elizabeth contaba con cinco años, falleció su madre y su padre decide cambiar de residencia, trasladándose al 7, St. John's Wood Road, Marylebone Park ―terrenos que anteriormente había adquirido su padre tras invertir las ganancias de los asuntos comerciales a los que se dedicaba―.
Tuvo dos hermanos, Thomas ―pintor― y Charles ―explorador y militar―; y dos hermanas, de las que solo se conoce el nombre de una de ellas, Mary Ann ―también pintora―.

### Estancia en Roma (1831)
En 1831 su padre se trasladó a Roma con Elizabeth y su hermano Thomas, donde comenzó su desarrollo como pintora. El ambiente de la ciudad influyó en sus obras. Atrajo la atención del pintor francés Horace Vernet, a quien sorprendió con sus habilidades. Vernet mostró un gran interés en los estudios de la joven pintora; sin embargo, el 1 de enero de 1835 regresó a Francia tras recibir el encargo de Luis Felipe de pintar el palacio de Versalles.
Durante su estancia en Roma, donde fue conocida como la petite anglaise, se dedica a pintar obras en las que tomó como modelo las esculturas antiguas, además de escenas de la vida cotidiana.

#### Regreso a Inglaterra
En su viaje de regreso a Inglaterra, se detuvo con su padre en la ciudad francesa de Cambrai. Atraída por su belleza se sienta a pintar, atrayendo la atención de la muchedumbre. Sin embargo, al terminar de pintar la acusaron de espía y la llevaron a prisión. Salió de prisión en unas horas y fue puesta bajo vigilancia en un hotel, desde donde pudo comprobar que «el coche de su padre había sido revisado completamente, en busca de ciertos papeles». Fueron puestos en libertad cuando las autoridades francesas confirmaron que ninguno tenía relación con los asuntos políticos. Tras este incidente fueron invitados a pintar las fortalezas de la ciudad, sin embargo, su padre rehusó la oferta, partiendo de inmediato de la ciudad.

### Estancia en Marruecos (1842-1850)

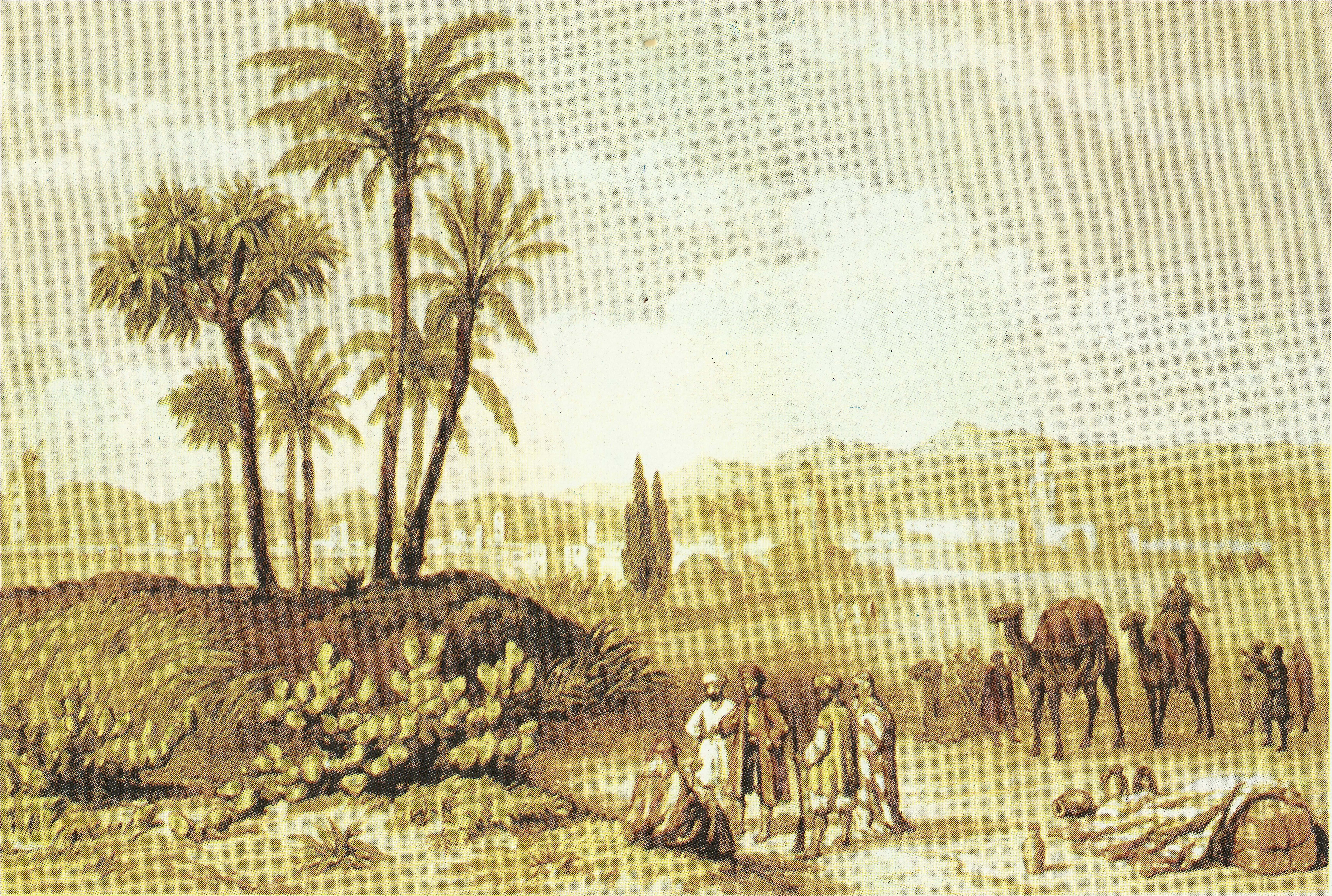
Acuarela de un paisaje de Marruecos en 1849.

Durante su estancia en Marruecos Elizabeth observó todo el panorama marroquí, prestando especial atención a su paisaje, el zoco y la mujer mora, elementos que le fascinaban. Fue el primer volumen de su obra Sixteen Years of an Artist's Life in Morocco, Spain and the Canary Islands, donde describe Marruecos y expone sus aventuras. Había decorado su hogar «en una mezcla moruna-inglesa», al que ella llamaba mi casita de muñecas. Tenía un gran patio y un fresco de flores y pájaros. Debido al bombardeo francés de Marruecos hubo un momento en el que se convirtió en almacén de mercancías.
En 1846 se casó con Henry John Murray, cónsul británico en Tánger. Desde entonces se moverá junto a su marido como parte del cuerpo consular británico. Hasta este momento sus cuadros estuvieron firmados con el apellido paterno "E. Heaphy", mientras que a partir de su matrimonio comenzó a firmar como "Elizabeth Murray".
En 1849 falleció Richard Bartlett, cónsul general británico en Canarias, razón por la que el Sr. Murray fue destinado a Canarias el 23 de agosto de 1850 para ocupar el cargo de cónsul en el archipiélago.

### Estancia en Tenerife (1850-1859)
De camino a Canarias pasaron por Andalucía, donde visitaron Cádiz y Sevilla. Aunque su estancia en Sevilla fue corta, se le apodó como La Cónsula inglesa. Es en Andalucía donde comienza a interesarse por las pinturas de Bartolomé Esteban Murillo, por quien empezó a sentir «una gran predilección». También se maravilló con la catedral sevillana. En su travesía hacia el archipiélago estudió a los pasajeros y representó a algunos de ellos. Cuando se encuentra a 120 millas de Tenerife pudo apreciar el Teide, que le aportó una primera impresión llena de imaginación debido a su esplendor y sus características:

The atmosphere is clear, soft, and grateful to the eye, persuaded by that mellow light in which every object of sight is seen with a distinctness of outline and a depth of colour that impress their image with such vividness on the mind that the imagination can at any time recall their principal features. He that her eyes to see, and has once beheld the Peak of Teneriffe in all its glory, can never forget a spectacle which has nothing to match in any other part of the world.
La atmósfera es clara, suave y agradable a la vista, persuadida por esa suave luz en que cada objeto se ve con una claridad y profundidad de color que impresiona su imagen con tal viveza en la mente que la imaginación puede en cualquier momento recordar sus principales características. Quien tenga la oportunidad de contemplarlo en toda su magnitud, nunca podrá olvidar un espectáculo igual en cualquier otra parte del mundo.
Elizabeth Heaphy de Murray

Llegó a Tenerife el 23 de agosto de 1850 a bordo del barco de vapor de guerra Hibernia. De la misma manera que en Tánger, sus observaciones empezaron nada más desembarcar. Recorrió toda la isla, anotando sus observaciones para la redacción de su obra Sixteen Years of an Artist's Life in Morocco, Spain, and the Canary Islands, y pintando tanto paisajes como escenas cotidianas.
En su obra menciona muy poco a su marido, sobre quien dice en algunas ocasiones que se encuentra muy ocupado, razón por la que ella se quedaba largas temporadas en el campo. La actuación del cónsul Murray fue muy efectiva, tanto en los asuntos británicos como en los problemas canarios, ya que en momentos de dificultad económica aportaba toda su ayuda. Sin embargo, las noticias que quedan de la presencia de los Murray hacen hincapié en la figura de Elizabeth y no en la del cónsul británico,, haciéndose referencia a ella y sus obras en los periódicos locales.
El primer lugar que visitó Elizabeth Murray fue La Matanza de Acentejo, donde se alojó durante un tiempo en una casa particular, desde donde pudo observar el Teide, señalando que «quizá no haya otro lugar en la isla donde una vista tan favorable pueda ser obtenida de esta gran masa» Visitó otros lugares, como La Orotava y Puerto de la Cruz, donde también se alojó durante algún tiempo. También visitó Gran Canaria en compañía de un grupo de ingleses, donde dijo sobre la ciudad de Las Palmas que era una ciudad triste y falta de interés ―«is rather gloomy and uninteresting city»―, y sobre sus habitantes que eran amables y agradables.
Durante uno de sus viajes a Londres fundó The Society of Female Artists, una sociedad de mujeres artistas. Unos años antes de su creación fue nombrada miembro del Instituto de Acuarelistas de Londres.

#### Implicación en la Real Academia de Bellas Artes de San Miguel Arcángel
El 31 de octubre de 1849, la reina Isabel II decretó la creación de la Real Academia de Bellas Artes de San Miguel Arcángel (RACBA), con sede en la capital del archipiélago ―Santa Cruz de Tenerife―. Siete meses después, en mayo de 1850, fue nombrada Académica Honoraria de la RACBA. Se involucró plenamente en las actividades de la Academia. Participó en todas las exposiciones organizadas entre 1850 y 1856, siendo común la gran aceptación que recibió su obra artística. En sus primeras exposiciones mostró los cuadros de los lugares que había visitado ―Grecia, Marruecos, Sevilla, etc.―, hasta que posteriormente expuso sus pinturas del paisaje canario y de los diferentes personajes de Tenerife.
Introdujo la técnica de la acuarela en Canarias. En sus obras destacaban los paisajes de Canarias, aunque se dedicó principalmente al retrato, con el que conseguía reflejar la personalidad de quienes retrataba. Su pasión por la arquitectura le llevó a estudiar y pintar elementos arquitectónicos de Canarias, tales como los conventos agustinos de Los Realejos e Icod de los Vinos, y las torres de la Iglesia de la Concepción y de la de Santo Domingo de Guzmán.

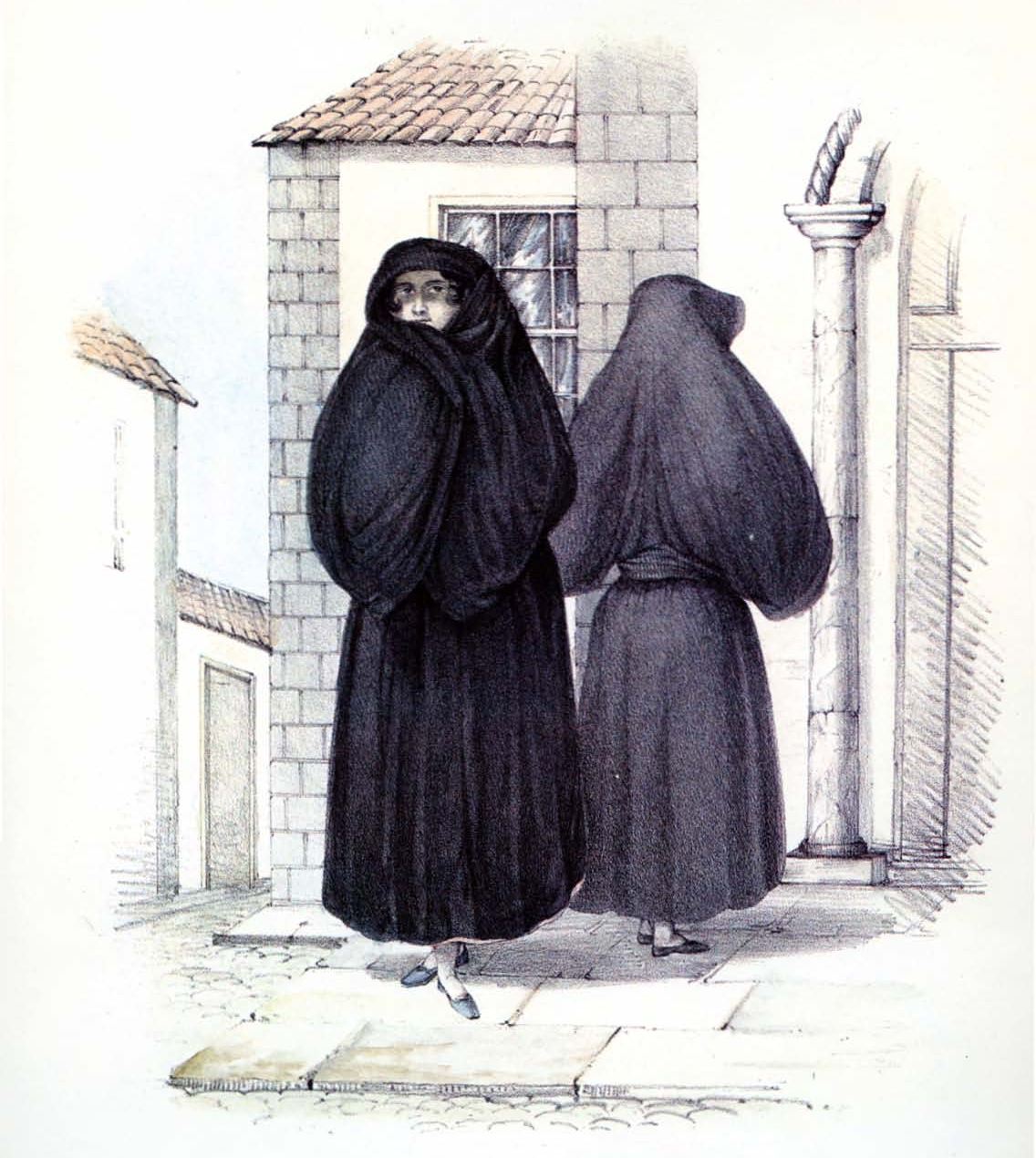
Manto y Saya, dibujo realizado por Alfred Diston

#### Amistad con la familia Diston
Los Murray mantuvieron una estrecha relación con la familia Diston. Alfred Diston nació en Lowestoft el 8 de enero de 1793 y llega al núcleo comercial de Puerto de la Cruz (Tenerife) como socio de una compañía en 1810, donde se casa con la gaditana María Soledad de Orea, con quien tendrá a su hija, Solita Diston. Fue nombrado Académico Honorario de la Real Academia Canaria de Bellas Artes de San Miguel Arcángel (RACBA) el 24 de octubre de 1851, posiblemente patrocinado por Sabino Berthelot. Elaboró una serie de dibujos de la ropa tradicional de Canarias que publicó en una pequeña obra titulada Costumes of the Canary Islands, en la que también describía algunos rasgos de los naturales de las islas Canarias. Diston planificó más fascículos adicionales, sin embargo, no llegó a publicar más números, sino que puso sus dibujos a disposición de Philip Barker Webb y Sabino Berthelot para la elaboración de la obra Histoire Naturelle des Îles Canaries.
Su relación con la familia Murray se refleja en las referencias realizadas por Alfred Diston en sus diarios. Además, Elizabeth realizó un retrato del Sr. Diston y estuvo a cargo de los estudios artísticos de su hija Solita, nacida el 2 de noviembre de 1837. Su primera exposición fue la realizada por la RACBA en 1854. Llegó a viajar a Inglaterra acompañada de la Srta. Murray para continuar su formación, cuyo viaje relató su padre en su cuaderno Solita's Voyage.

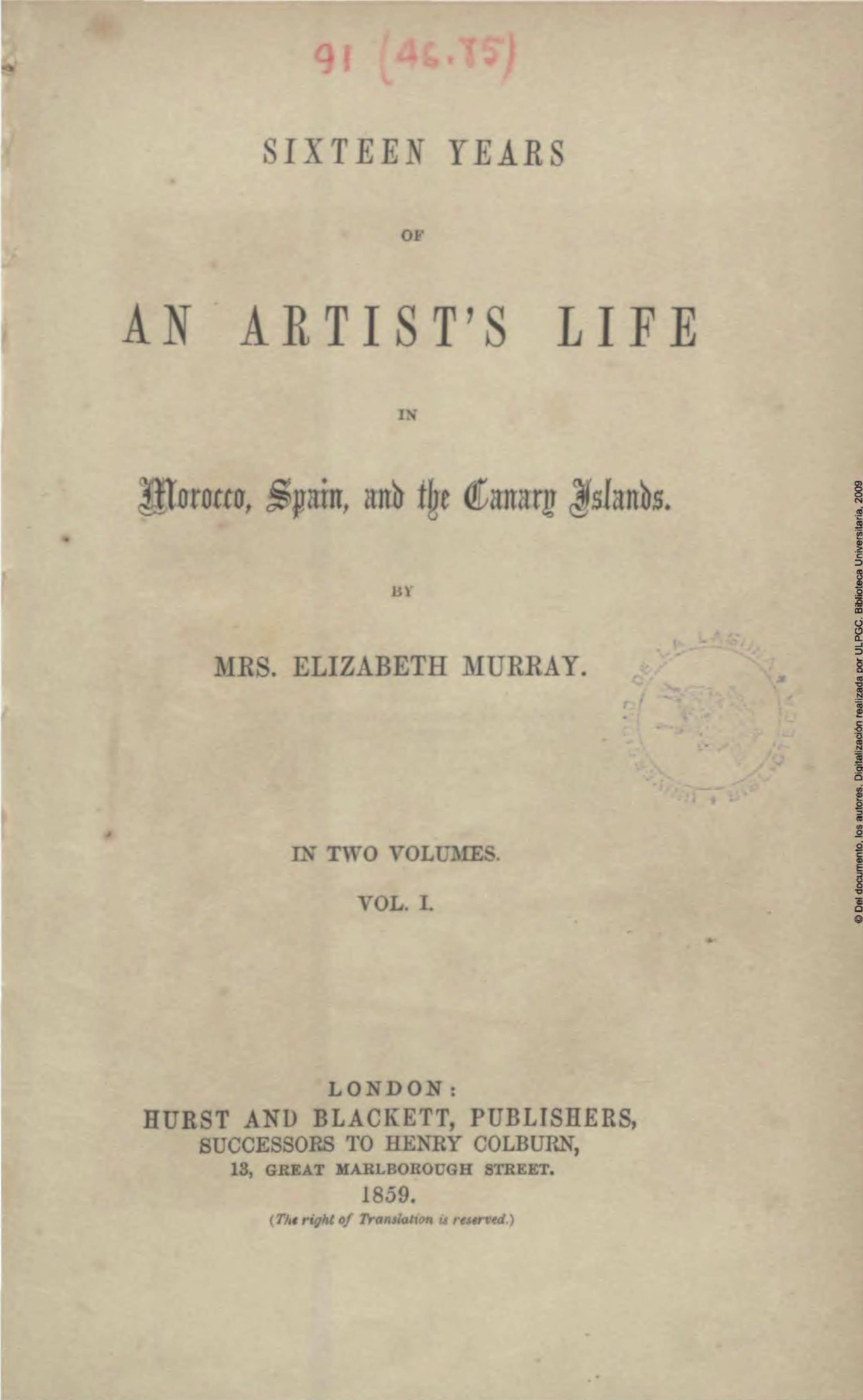
Portada de Sixteen Years of an Artist's Life in Morocco, Spain, and the Canary Islands

#### Descripción y crítica de la sociedad canaria (1859)
En 1859 publicó en Londres Sixteen Years of an Artist's Life in Morocco, Spain, and the Canary Islands. En su obra describe la sociedad canaria del momento y matiza algunas cuestiones en lo que respecta a su obra artística y la representación de dicha sociedad. Fue muy importante el aporte que realiza Alfred Diston, quien elabora Notes furnished Mrs. Murray for her intended work on these islands como apoyo para Murray. Su descripción fue muy significativa desde el punto de vista histórico y cultural, tanto en lo que respecta a las fiestas, costumbres y el folclore de las islas, como a datos relativos a la demografía y descripción de las ciudades.
Sin embargo, la sociedad desaprobó la obra de Murray debido a las críticas que esta hacía de la sociedad canaria, «encorcetada y pueblerina»; por sus referencias a los funcionarios españoles, a quienes describe como individuos negligentes y sin honradez; y por sus comentarios sobre la decadencia que padecía Tenerife.
La obra, redactada en inglés, fue divulgada por la prensa canaria. Las valoraciones que realiza la prensa insular son negativas desde el primer momento. Este rechazo se puede observar en los ejemplares correspondientes al 7 y 10 de septiembre de El Omnibús ―periódico literario y de noticias de Las Palmas de Gran Canaria―. Sin embargo, cobró mayor intensidad cuando El Eco del Comercio publicó algunos capítulos, traducidos al español, referidos a las islas Canarias; será a partir de este momento en el que su fama comienza a decaer y deje de ser aceptada en los círculos artísticos, aunque no deja de pintar personajes de la sociedad canaria ―como es el caso del cuadro realizado a Doña Julia Bartlett y de Tarríus―.
La decadencia de la popularidad de la familia Murray, como consecuencia de la publicación de esta obra, se ha barajado como posible razón por la que el cónsul Murray solicitó un traslado de destino, ya que pocos meses después partieron al nuevo destino que le asignaron. El 3 de marzo de 1860 el cónsul británico es destinado a los estados de Maine y de Nuevo Hampshire, estableciendo su residencia en la ciudad de Portland.

### Estancia en Portland (1860-1876)
Estuvo muy activa durante los 16 años que vivió en Estados Unidos. La mencionan los periódicos de Portland, como el Portland Daily Press, y en obras, como Portland and Vicinity de Edward H. Elwell. La gran productividad de estos años se refleja cuando Elizabeth creó un estudio en el University Building.
También retomó la escritura, aunque abandonó los relatos de viaje y se dedicó a cuestiones más técnicas sobre la pintura con acuarelas; su trabajo culminó en la obra The Modern System of Painting in Watercolour from the Living Model. El historiador José Luis García Pérez ha barajado dos posibles razones que explican este cambio de estilo de escritura. Una es el temor a generar nuevas enemistades con sus relatos, mientras que la segunda es la ausencia del exotismo que había encontrado en Marruecos y España, hipótesis por la que se decanta García Pérez.

### Últimos años
El 8 de mayo de 1876 destinaron a Henry Murray a Buenos Aires. Sin embargo, el investigador José Luis García Pérez ha señalado que el único testimonio que permite conocer esta estancia es el registro oficial de los destinos de los cónsules del Foreign Office, ya que no hay ninguna otra noticia de la familia. El 1 de octubre de 1879 Henry Murray se retiró de la actividad diplomática. La última estancia de Elizabeth Murray es San Remo, ciudad en la que falleció el 8 de diciembre de 1882 ―aunque hay diccionario que señalan que falleció en febrero de 1882―.

## Análisis artístico
Elizabeth Murray cultivó principalmente la pintura con acuarelas. Elaboró retratos, miniaturas y paisajes en los que destacaban los temas mediterráneos y orientales. En sus inicios su pintura estará claramente influenciada por su padre, Thomas Heaphy, mientras que tras su muerte amplió su estilo artístico, abordando el paisajismo en sus viajes a Marruecos, Andalucía y Canarias. Sus pinturas se encuentran ambientadas en el romanticismo de pinceladas victorianas.

### Contexto artístico: lo romántico y lo victoriano
El romanticismo fue un movimiento cultural que no solo buscaba romper con el clasicismo y el rococó, sino que también fue un movimiento de oposición a las ideas de la Ilustración ―como el racionalismo― y los principios de orden, calma y armonía, entre otros. Resaltaba el individualismo y lo subjetivo, apoyándose en el imaginario de cada estado y en los sentimientos de sus ciudadanos, a quienes tratan de impresionar con grandes mitos.
Los pintores ingleses pintaron espacios geográficos de otros territorios y ciudades antiguas, normalmente medievales. Muchos pintores ingleses en su camino a otras zonas de Europa ―tales como Suiza e Italia― se afincan en Francia. Aunque Elizabeth Murray no se estableció en Francia, sí viajó por el país, tanto en la ida como en la vuelta de Italia, donde residió en Roma y Venecia. Sin embargo, Murray practicó la pintura de paisajes principalmente en su estancia en Marruecos y en las islas Canarias. En su paso por España sintió especial atracción por Sevilla, como también la tuvo Richard Ford ―viajero e hispanista inglés que redactó varios libros con relatos de sus viajes por España― y de quien es posible que haya obtenido la idea de elaborar relatos de sus viajes; si bien España se ajustaba a las ideas románticas de los viajeros dado que no se produjo la revolución industrial ni abundaba la burguesía ilustrada, Andalucía se convirtió en «la tierra de promisión de estos jóvenes desencantados de los ideales por los que sus padres y sus abuelos habían luchado hasta la muerte» Elizabeth Heaphy formó parte de este grupo de viajeros que, como en su caso, solían describir España como un país en el que subyacía un gran fervor y vitalidad, aun con la apatía y el atraso que afectaba al país; estos viajeros y su espíritu romántico ayudaron a desarrollar no solo el romanticismo español, sino que también favorecieron el desarrollo de la imagen romántica de España.
Elizabeth plasma su espíritu romántico con los dibujos y acuarelas de los paisajes y retratos que realiza durante sus diferentes viajes y estancias. El arte romántico no solo rompe con el arte al servicio de la nobleza, sino que además tiene un público nuevo y diferente, abanderado principalmente por la burguesía capitalista resultante de la primera etapa de la Revolución Industrial ―aunque en el caso de la nobleza inglesa, esta terminó por participar en los negocios burgueses, hasta que se desarrolló una clase cultural uniforme que fortalecería este nuevo público―. En algunas de sus obras ―Beggars at the Church Door, Pifferari playing to Virgin y Dotty Dimple, entre otras― se puede observar este marcado sentimiento romántico.; además, también aprovecha el exotismo de los lugares en los que se encuentra, sobre todo en sus retratos, como es el caso de su Odalisca y de las amerindias que utiliza como modelos durante su estancia en Estados Unidos.
Paralelo a las características románticas de sus obras, estas va tomando un tinte victoriano. Estas obras destacan por la minuciosidad con las que han sido realizadas y por su esfuerzo en evidenciar los pequeños detalles, tales como pequeños objetos ―pergaminos, anuncios, botellas, cestos, etc.―. Esta minuciosidad característica de la época victoriana está aún más resaltada cuando pinta joyas, que para Elizabeth «son como una obsesión», ya que es extraño no ver a las mujeres que retrata con una gran cantidad de joyas.

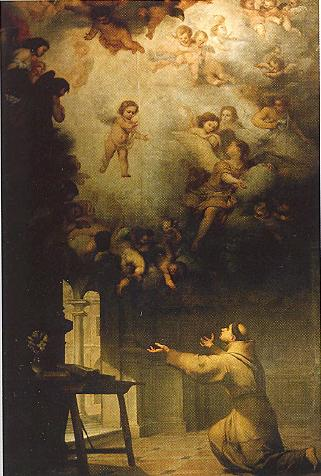
La visión de San Antonio de Padua, obra de Murillo

### Influencias
La principal influencia que recibe Elizabeth Heaphy es la de su padre, Thomas Heaphy, un gran retratista, de quien aprenderá a ser precisa con los trazos y a realizar rostros realistas de los personajes retratados. Además, durante su estancia en Roma bajo la tutela artística de Horace Vernet mejoró su destreza y adquirió de Vernet «un buen sentido de la composición por el modo de repartir los grupos».
También recibe influencia de Bartolomé Esteban Murillo, a quien ella misma admite admirar en Sixteen Years of an Artist's Life in Morocco, Spain and the Canary Islands. Llegó a copiar uno de sus cuadros, la La visión de San Antonio de Padua, expuesto en la Academia de Bellas Artes de Santa Cruz de Tenerife en 1850, tal y como señalan las actas de la exposición.

### Técnica y materiales
Realizó sus obras principalmente con acuarelas. La acuarela se había empezado a utilizar en Inglaterra a principios del siglo XVIII, utilizando el "método tradicional inglés" que consistía en la superposición de finos lavados de colores cuidadosamente mezclados para lograr la profundidad y el efecto de color que se deseaba. Sin embargo, Elizabeth no utilizó este método tradicional, sino que normalmente aplicaba la técnica de la aguada ―gouache― en sus obras, técnica con la que se diluyen los colores en agua y, además, se consiguen colores a partir de «la mayor o menor intensidad de los baños coloridos» con lo que se logra que el papel sea más o menos translúcido. Destaca por haber utilizado una paleta bastante colorida, en la que abundaba el castaño y el azul, las tonalidades violetas, rosadas, negras, escarlatas y doradas, además del color olivo y alquitrán; aplicó este colorido con matices brillantes e intensos. Para sus retratos realiza dibujos de gran exactitud, con mucha delicadeza, pintando con gran precisión a los retratados.
La principal diferencia entre la acuarela a seca y la aguada radica en que esta última no se realiza sobre papeles brillantes, sino que es una acuarela opaca y con un brillo característico propio de la pintura, y no del papel. El soporte sobre el que se pinta mediante la aguada suele ser un papel con menor textura que el de la acuarela, aunque también se aplican papeles de colore o soportes ya pintados en acuarelas para conseguir el efecto deseado.

### Composición
Realiza los cuadros con un mismo patrón, sobre todo aquellos de de género: busca el paralelismo de los personajes en torno a un eje vertical; no busca la perspectiva y en algunas de ellas utiliza el escorzo, como en Beggars at the Church Door, un recurso artístico que se utiliza para dar sensación de profundidad, para lo que es necesario que no queden partes ocultas ni haya cortes que rompan la continuidad del cuerpo que se ha tomado como referencia. En algunas de sus obras acumula hasta ocho personajes diferentes dentro de los paralelismos que establece; en este aspecto, Elizabeth se diferencia de su padre dado que este aglutinaba una mayor cantidad de personas en sus cuadros. Los diferentes colores y tonalidades que aplica a sus cuadros guarda similitud con la producción pictórica de su padre.

### Obras
José Luis García Pérez señala que es «difícil precisar las fechas exactas de la elaboración de los cuadros de E. Murray ya que al ser una persona tan viajera, imaginamos que esboza el dibujo y luego tarda en elaborarlo» y que muchas de las fechas que se tienen se refieren al año en que fueron expuestas. Las obras que expone en cada uno de los lugares a los que llega suelen representar paisajes o personajes del lugar del que viene, así es que al llegar a Canarias expone obras con temas griegos y marroquíes, mientras que al llegar a Portland expone obras referidas a España.
Elizabeth Heaphy de Murray realizó en torno a 85 obras de artes que pueden dividirse en tres grupos: los retratos, lo más destacado de su producción artística; las escenas de género; y el paisaje, poco cultivado.
Pifferari playing to the Virgin-Scene in Rome

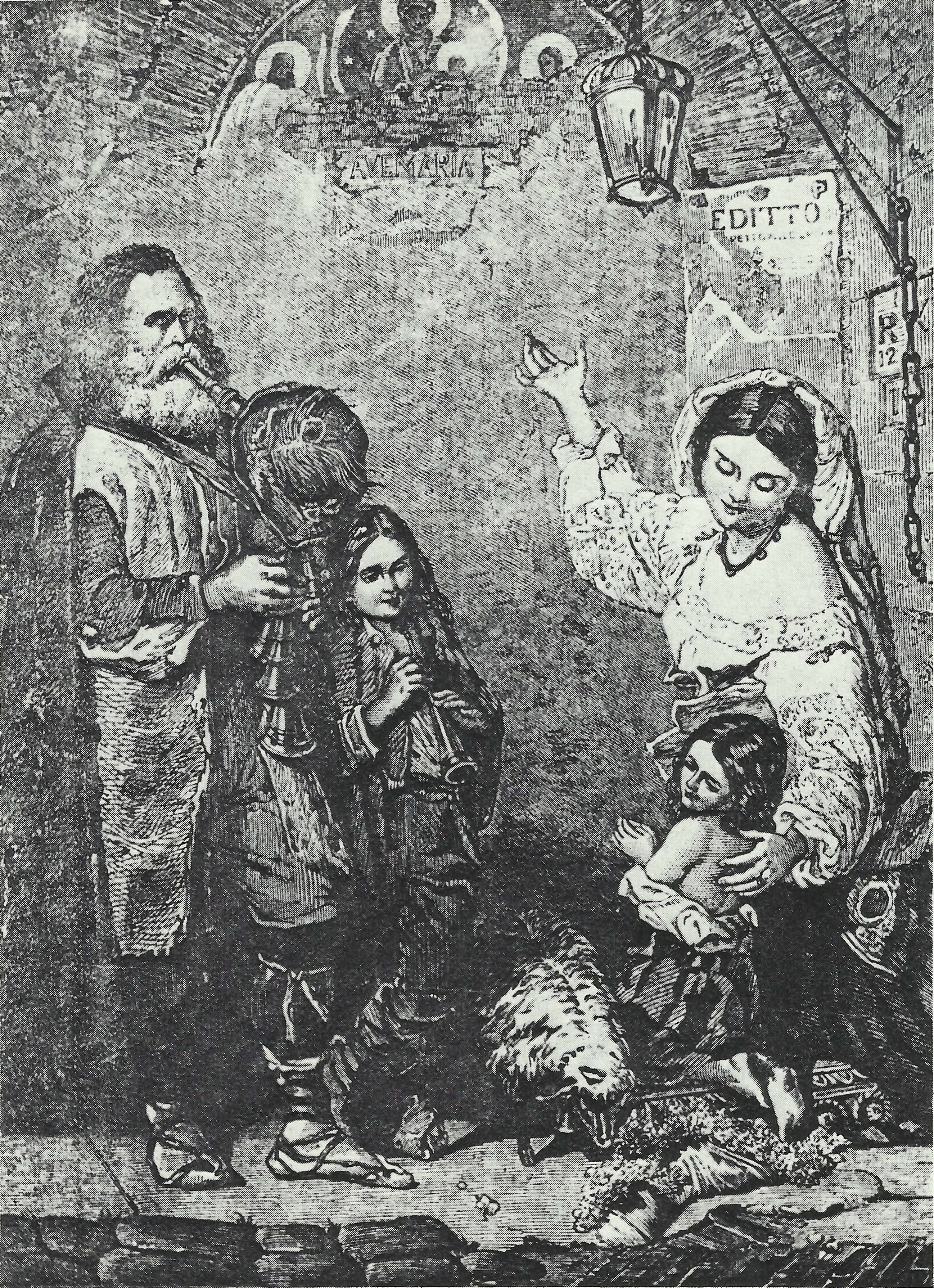
Muestra en blanco y negro de la acuarela Pifferari playing to the Virgin-Scene in Rome

Representa a dos músicas que tocan el pífano ―un adulto y un niño― y a una madre con su hijo. Los dos músicos son pifferari, campesinos de la Campania que en Navidad tocan sus instrumentos frente a las imágenes marianas. La madre mira a su hijo con los ojos cerrados y alza su brazo derecho indicando donde está la Virgen y el Niño, mientras que con el brazo izquierdo tapa la espalda desnuda del niño, que se encuentra arrodillado ante la representación sagrada; ambos grupos se encuentran uno frente al otro, los músicos a la izquierda y la familia a la derecha. Es una disposición simple con predominio de las líneas verticales, cerradas en la parte superior por un semicírculo y en la inferior por una línea horizontal.
Se trata de una escena italiana, dada la presencia de los pifferari y del uso del italiano en el título de la obra. Enfatiza el carácter de Roma como el eje del catolicismo, razón por la traza el monograma del nombre de Jesucristo, I. H. S., en el muro que se encuentra al fondo.
No se tiene la fecha de elaboración de este cuadro pero, se sabe que fue reproducido en el periódico The Illustrated London News publicado el 26 de marzo de 1859.
The Best in the Market
Representa una escena en un mercado, posiblemente de la ciudad de Roma. En el centro del cuadro se ubica una mesa con varias frutas encima de un periódico, mientras que en la escena se reparten tres personajes: un hombre sentado en el borde derecho de la mesa, una vendedora en el centro y un niño de espalda a su izquierda; el hombre y el niño llevan sombreros, mientras que la mujer viste su cabeza con un tocado.
La composición utilizada en el cuadro consta de un eje vertical, situado en el centro y compuesto en este caso por la mujer; a ambos lados, siguiendo el paralelismo típico de las obras de Heaphy, se encuentran el hombre y el niño. El cuadro se cierra por la parte superior con un arco semicircular. Este estilo es muy parecido al de su padre, sobre todo en lo que respecta a la ambientación utilizada.
También se encuentra reproducido en el mismo número del periódico The Illustrated London que Pifferari playing to the Virgin-Scene in Rome, publicado el 26 de marzo de 1859.
Beggars at the church door at Rome

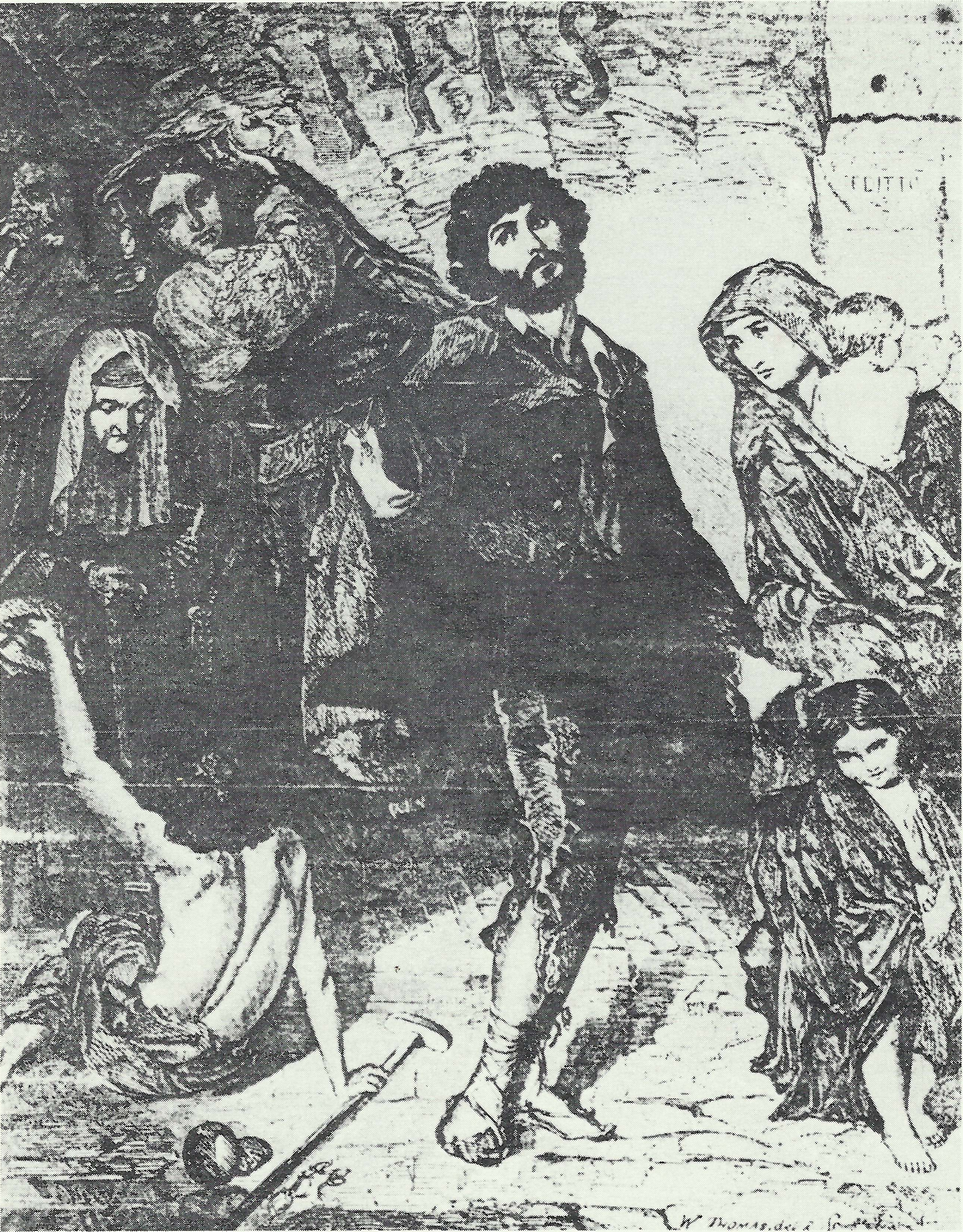
Muestra en blanco y negro de Beggars at the church door at Rome

Representa a un grupo de mendigos muy variado. El fondo de la escena es el portal de una iglesia, en el que destaca el monograma I. H. S. en el centro y un edicto en el lado derecho. El personaje principal de la obra «es un hombre alto, bien proporcionado, con el pelo negro rizado y unos ojos muy expresivos»; se encuentra en el centro de la escena y alarga el brazo con su sombrero, lo que simboliza que está pidiendo limosna. A su izquierda se encuentra un conjunto familiar compuesto por una mujer que abraza a un niño semidesnudo envuelto en un manto y una niña descalza, también con un manto, sentada a los pies de la mujer. A la derecha del mendigo hay otro conjunto de protagonistas, bien diferenciado de la familia; se trata de una anciana que, con un rosario en su mano izquierda, mira con compasión al joven semidesnudo; detrás de la anciana se encuentra una gitana ataviada con muchos adornos, lo que recuerda la delicadeza victoriana con la que Elizabeth exponía los pequeños detalles.
En esta acuarela se puede observar la admiración hacia Murillo, dada que es visible la influencia de este artista en el momento en el que Elizabeth representó al joven cojo mediante un escorzo, con el que muestra su espalda y oculta su rostro. El tocado de la anciana también recuerda a otro cuadro de Murillo, dado que es semejante al de las Dolorosas del pintor sevillano.
La composición del cuadro también se basa en un eje vertical, que en esta obra parte del señor que pide limosna; sin embargo, es un punto más de una composición diagonal que está complementada con la figura de la gitana y la de la madre con su hijo. Por otra parte, también se forma una línea diagonal «delimitado por el brazo del pequeño mendigo, cuyo bastón está paralelo a una de sus piernas».

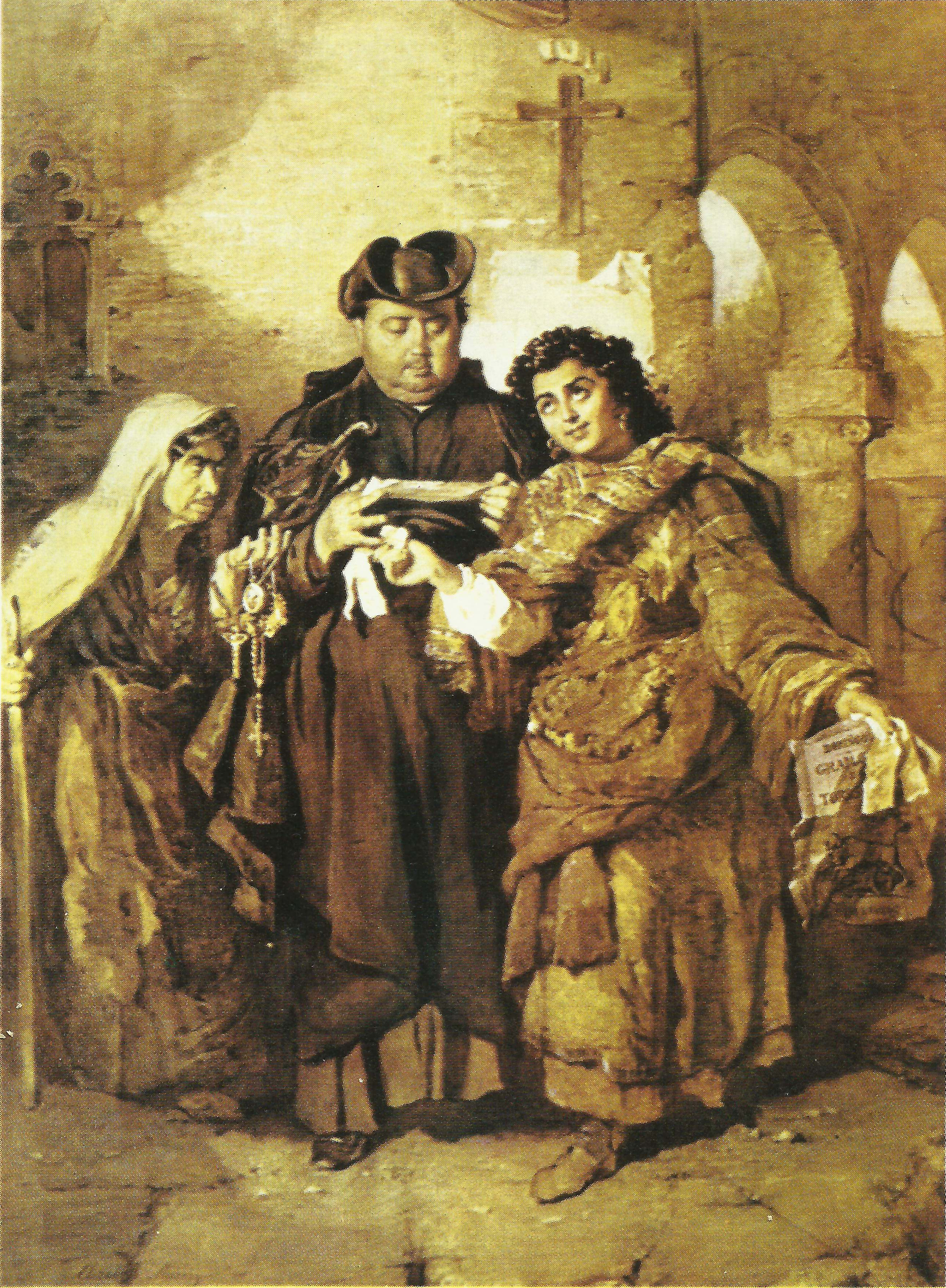
Church Patronage, actualmente en el V&A Museum of Childhood Bethnal Green

Esta obra difiere de lo que suele elaborar Heaphy ya que aunque la autora se preocupa considerablemente por la composición del cuadro, no es sino un retrato colectivo. También se dio a conocer por el periódico The Illustrated London News el 9 de abril de 1859 en un grabado realizado por William Thomas.
Church Patronage
Representa un grupo de tres personas: dos mujeres a los lados, una que vende entradas para una corrida de toros y otra que vende reliquias insigne, y en el centro un cura gordo que lee un libro, ignorando a ambas mujeres. La muchacha que vende las entradas sostiene en su mano un cartel donde anuncia la corrida, objeto equivalente al editto que representa Elizabeth en las escenas italianas que pinta.
La composición del cuadro es similar a la de sus otras obras: un eje vertical en el centro, que en este caso lo sostiene el cura, mientras que las dos mujeres se sitúan paralelas a este. De su colorido cabe decir que el cuadro tiene tonalidades suaves, aunque destaca la intensidad del castaño y parte de la vestimenta de la vendedora de entradas ―la falda amarilla y la flora azul y rosácea colocada en su cabello―.
Bust of Spanish Lady in Mantilla
En este cuadro Murray retrata el perfil izquierdo de una señora que mira hacia la derecha y en cuyo rostro se perfila una leve sonrisa. La señora está caracterizada por la mantilla negra que viste y por el abanico abierto que sostiene en su mano izquierda; en su cabello lleva un clavel rojo y sus labios se los ha pintado del mismo color que la flor; además, se nota el tono rosado de la mejilla.
La gama cromática de este cuadro se compone de amarillos, rojos, ocre y castaños. Se aprecian similitudes con el retrato que hará de Solita Diston con posterioridad durante su estancia en Tenerife. Este es uno de los últimos cuadro que firma con su rúbrica de soltera ―"Elizabeth Heaphy"―.
Marruecos
Este es uno de los pocos paisajes que realiza Elizabeth Heaphy de Murray y que, además, utilizó como portada en el primer volumen de su obra Sixteen Years of an Artist's Life in Morocco, Spain and the Canary Islands.
Es un paisaje marroquí, cuyo horizonte está delimitado por una hilera de edificios. Se compone principalmente por líneas horizontales que solo se rompen con los trazos verticales de las palmeras sobre la colina. Este cuadro utiliza tonalidades castañas, verdes, rojas, amarillas y ocres.
Odalisca
Esta aguada representa a una morisca con su vestido tradicional sobre un fondo marrón. Está elaborada con colores suaves de tonalidades moradas y azules. Se puede apreciar el gusto de Murray por la representación de todo los detalles de la persona retratada, sobre todo los referidos a las joyas y las vestimentas. Se aprecia una clara influencia de la obra Mujeres de Argel en su apartamento (en francés: Femmes d’Alger dans leur appartement) del pintor Eugène Delacroix, un óleo sobre lienzo pintado en 1834.
Elaboró esta obra durante su estancia en Marruecos, siendo una de las primeras de tema orientalista que realiza, dato con el que se puede datar en torno a 1850. Lo que sí está confirmado es que en diciembre de 1851 se expuso en la Academia de Bellas Artes de Santa Cruz de Tenerife. Posteriormente, ya en el siglo XX, este cuadro fue expuesto en el Museo municipal de Bellas Artes de Santa Cruz de Tenerife en mayo de 1962 y en el Casino de Tenerife en mayo de 1977.

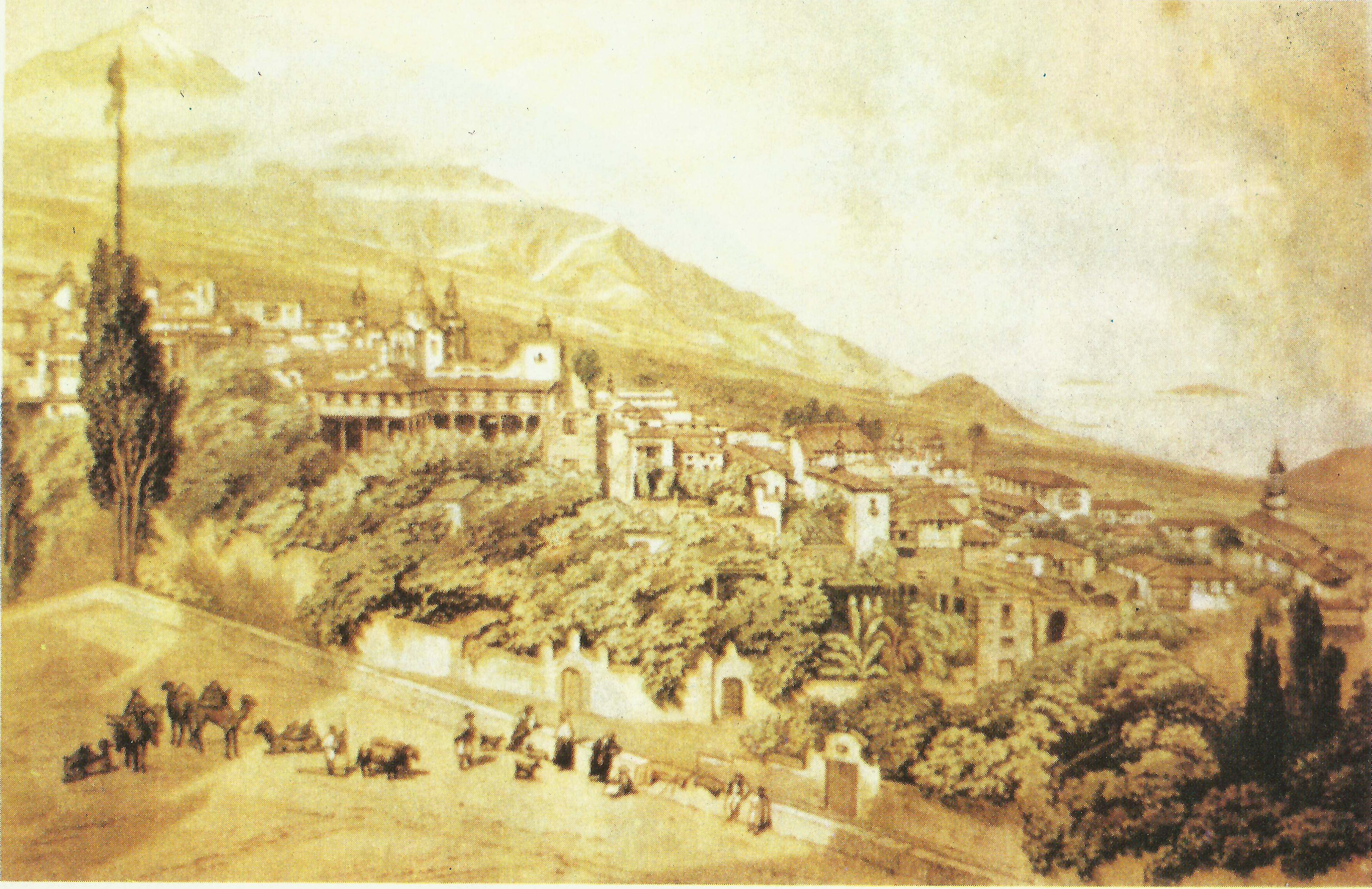
Vista del valle de La Orotava y el Teide al fondo

Vista de la Orotava y del Pico Teide
Esta obra es un paisaje del valle de La Orotava y del Teide, pico que se alza en el fondo. La composición del paisaje es diagonal, partiendo del ángulo inferior izquierdo hacia el superior a la derecha. El paisaje está ocupado prácticamente por el valle, aunque en primer plano se puede distinguir un grupo de canarios ataviados con sus ropas tradicionales y acompañados por animales de pastoreo y de carga. En cuanto a los colores, predomina el verde, el marrón y el rojo.
Este paisaje se conoce a partir del grabado realizado por T. Picken para el segundo volumen de Sixteen Years of an Artist's Life in Morocco, Spain and the Canary Islands. Lo expuso junto a su Odalisca en la Academia de Bellas Artes de Santa Cruz de Tenerife en diciembre de 1851.
Alfred Diston

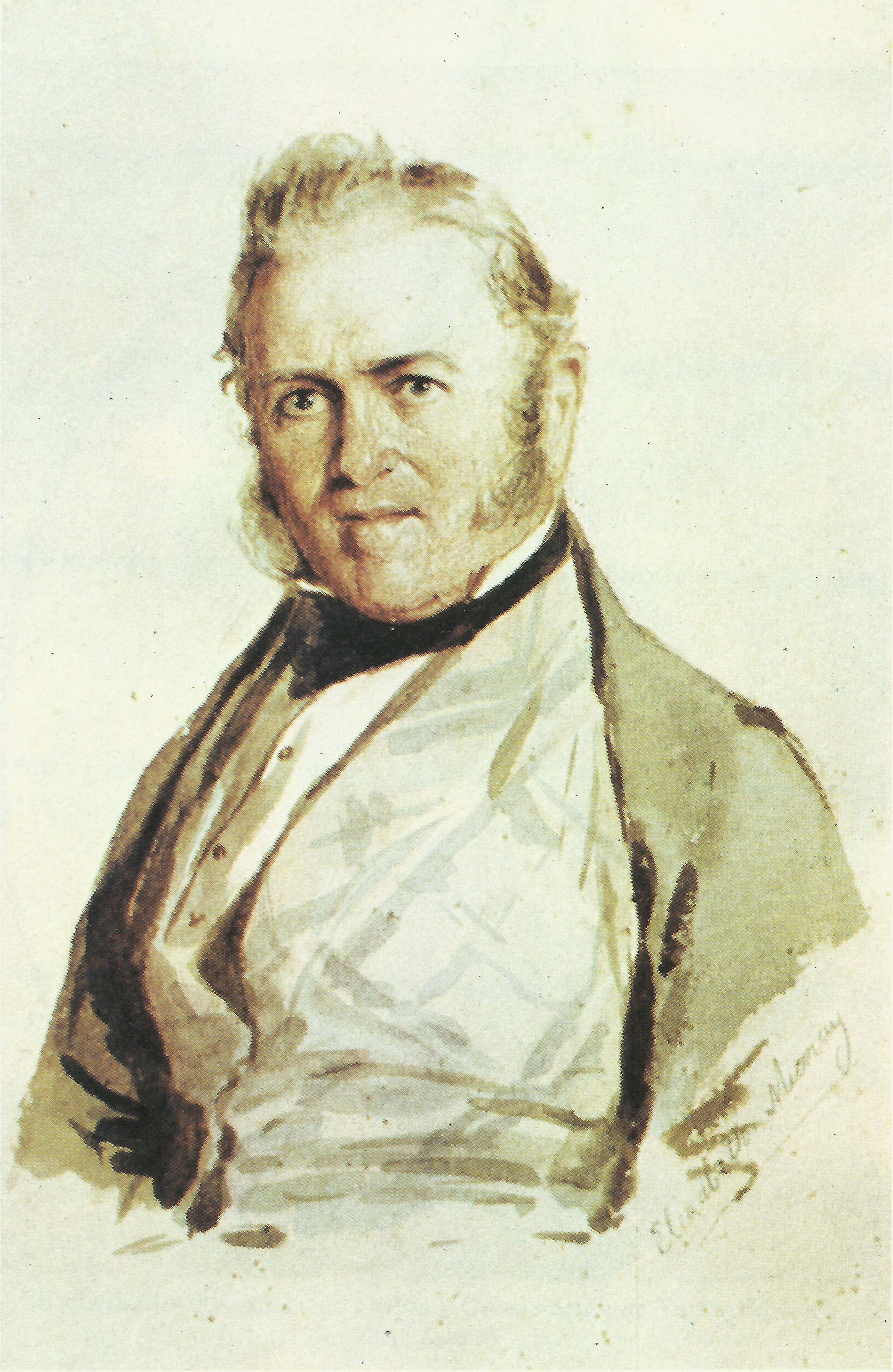
Retrato de Alfred Diston

Este retrato que Elizabeth Heaphy de Murray realiza a su amigo Alfred Diston goza de un gran realismo. En él consiguió captar toda la personalidad del Sr. Diston a partir de su expresión. El sujeto se sitúa mirando hacia el frente y con el cuerpo ladeado hacia la izquierda. Predomina el color castaño y los tonos suaves, tales como el amarillo y el azul. En este cuadro puede volverse a observar una clara influencia de su padre, sobre todo si se examina el cuadro de Thomas Heaphy First of Viscount Beresford. En ambos cuadros se puede observar el detalle de las expresiones faciales.
En mayo de 1962 fue expuesto en el Museo municipal de Santa Cruz de Tenerife durante la exposición La Acuarela en Tenerife. También fue reproducido en un artículo del número 1 de la revista Tagoro, escrito por Andrés de Lorenzo Cáceres.
Soledad Diston y Orea
Este retrato de la hija de Alfred Diston en el que la presenta de frente y ladeada hacia la izquierda, fue realizado en medio de una orla. Soledad sostiene un abanico en su mano derecho, además de estar ataviada con una gran cantidad de adornos; Elizabeth la pinta con una mantilla negra y un clavel rosado en el lado izquierdo de su cabeza. La mantilla y el clavel son dos elementos «típico hispano» que realzan el espíritu romántico de la época. La gama cromática de este cuadro se compone de castaño, amarillo, negro y rosa.
Se expuso en mayo de 1962 en el Museo municipal de Santa Cruz de Tenerife. Cabe destacar que se asemeja al cuadro Bust of Spanish Lady in Mantilla.
Doña Julia Bartlett y de Tarríus
Elizabeth Heaphy de Murray retrata a Julia Bartlett y de Tarríus, hija del cónsul británico ―Richard Bartlett― al que sucedió su marido, Henry John Murray, debido a su fallecimiento en 1849. Pinta a Julia Bartlett ladeada hacia la izquierdo, con trazos finos y con bastante detalle, sobre todo en los encajes que viste; destacan las joyas y la rosa que hay en el centro del manto. Estos detalles hacen del cuadro una obra elegante en la que prima el negro, el rosa, el rojo y el blanco.
Es posible que se trate de uno de los últimos cuadros que Elizabeth realiza en Canarias, dado que está fechado en 1860. Ya en 1859 se había ganado la animadversión de la sociedad canaria y de sus medios de comunicación que, sin embargo, seguían reconociendo su valor como pintora.
Esta obra también fue exhibida en el Museo provincial de Santa Cruz de Tenerife en 1962 durante la exposición La Acuarela en Tenerife. Además, existe una reproducción en el Nobiliario de Canarias de Fernández de Bethencourt.
Two little monkeys
En esta acuarela Elizabeth Murray representa a una joven saboyana con un monito. La representación de este animal es una clara influencia victoriana, dado «ese amor por el monito, pintado por muchos artistas de esas época, principalmente Landseer». La joven presenta un rostro enfermizo y sostiene en sus mano al pequeño animal. Este cuadro presenta nuevas características en la pintura de Murray: verdad, vivacidad y vigor; elementos que recuerdan al sentimentalismo de otros cuadros ingleses de la época, tales como la La chica ciega, de John Everett Millais.
Esta obra fue reproducida por el grabador William Thomas en el periódico The Illustrated London News el 30 de marzo de 1861.
The Cheat Detected
Esta acuarela representa una escena en la que un grupo de hombres juega a las cartas: cuatro hombres juegan mientras dos hacen trampas por medio de un cura que observa las barajas del resto de jugadores. Uno de los jugadores se encuentra medio agachado, intentando encender el cigarro que sostiene con los labios una joven con los ojos negros que «yace a sus pies» Por otro lado, detrás del grupo hay una mujer que se percata de las trampas que se están haciendo e intenta avisar al resto de jugadores. Elizabeth Murray define unos rostros muy expresivos, dibujando un conjunto humano en el que cada uno de los personajes es una figura sugerente.
Este cuadro lo dio a conocer el periódico estadounidense Portland Daily Press en el número del 20 de febrero de 1866.
Dotty Dimple
Elizabeth representa en esta acuarela a una pequeña campesina que debe tener entre los diez y los doce años; se encontró con ella en las Montañas Blancas. La joven tiene los ojos azules y «una rústica belleza»; viste un sombrero con flores salvajes con tonos azules y rojos. La niña está retratada en una posición en la que, con su mano derecha, ofrece las uvas del plato que sostiene, mientras que con la izquierda se palpa la garganta. En el fondo se dibuja un paisaje montañosa en el que destaca una casa de madera con dos chimeneas activas en el lado derecho. El cuadro es una combinación de detalles delicados y fascinantes.
Esta acuarela tuvo tanta aceptación en la sociedad estadounidense que se distribuyó durante varios años como postal navideña.
The Spanish Balcony
El tema de esta acuarela es muy sencillo: dos mujeres en un balcón, una de pie y la otra sentada; a ambos lados, «las típicas torres morunas». La joven sentada lleva una mantilla negra y sostiene un abanico entreabierto, mientras que la que está de pie viste un traje azul y joyas doradas.
Fue expuesto durante su estancia en Portland y, aunque atrajo la atención del público ―sobre todo por sus colores oliva y alquitrán―, los críticos de arte del Portland Daily News vieron algunos fallos, tales como la forma de hacer las manos, las cuales calificaron de largas y chapuceras.

### Discípulos
Los continuos traslados le impidieron tener una gran cantidad de discípulos. De su estancia en Marruecos no hay constancia de ningún alumno. Durante los diez años que estuvo en Canarias dos personas siguieron sus enseñanzas: Soledad Distón y Juan B. Fierro Van de Walle Fierro y Valcarcel. A estos dos cabe añadir el grupo de discípulos estadounidenses durante su estancia en Portland.
Soledad Diston y Orea
Soledad Diston, también conocida como Solita, nació el 2 de noviembre de 1837 en Puerto de la Cruz y es hija de Alfred Diston y María de la Soledad de Orea ―hija del teniente coronel Gonzalo de Orea y Machado y de Francisca de Luna y Médicis―. Tenía 13 años cuando Elizabeth Heaphy de Murray llega al archipiélago. La rápida relación y amistad que establecieron los Murray con los Diston fomentó que los primeros pasos artísticos de Soledad estuviesen tutelados por Elizabeth. Llegó incluso a viajar con Elizabeth a Tenerife para continuar su enseñanza artística.
En 1854 participó junto a Elizabeth en la exposición de la Academia de Bellas Artes de Santa Cruz de Tenerife. También realizó el tapiz de flores con el que se adornó la iglesia del puerto de la Orotava durante la Octava de Corpus del 29 de mayo de 1856. La mayoría de sus obras son retratos en los que capta fielmente el rostro las personas. Entre sus obras se encuentra el Retrato de San Juan Nepomuceno; el de su hermano, Francisco Diston y Orea; el de su abuela materna, Doña Francisca de Luna y Médicis de Orea; el de Daniel Tierney; el de Doña Fanny Hamilton y Edwards; el de Don Juan N. Verdugo y Dapelo; y el de Don Pedro Grijalba. Sin embargo, la carrera artística de Soledad no fue muy extensa dado que se vio interrumpida por su matrimonio, durante el cual no continuó su faceta artística.
Juan B. Fierro y Van de Walle Fierro y Valcárcel
Nació en Santa Cruz de La Palma el 8 de mayo de 1841. Fue capitán de las milicias insulares y diputado por la isla de La Palma en varias ocasiones. También fue director de La Cosmológica, una sociedad científica fundada en el último cuarto del siglo XIX al calor del nacimiento de otras sociedad similares en el archipiélago y de la creación del Museo Etnográfico y de Historia Natural en 1881, dentro de la coyuntura de florecimiento científico y de difusión de las ideas darwinistas y positivistas.
El investigador José García Pérez atestiguó que se trataba de un discípulo de Elizabeth Murray por medio del nieto del artista, quien tiene en su posesión el cuadro La Odalisca. Juan Bautista Fierro elaboró una gran cantidad de cuadros costumbristas canarios. También realizó acuarelas de los trajes típicos de La Palma, las cuales recuerdan a las realizadas por Diston aunque con colores más fuertes y un rostro no muy bien dibujado. Practicó la caricatura y la pintura sobre fotografía. Sobresalen cuatro de sus cuadros: Puerto de santa Cruz de La Palma, realizado el 2 de mayo de 1876; la Rada de Santa Cruz de La Palma, de 1883; La Plaza de Santo Domingo en Santa Cruz de la Palma, de 1891; y el retrato de D. Félix Poggio y Lugo.
Fallece el 2 de noviembre de 1930 a los 89 años en su ciudad natal.
Discípulos americanos
Elizabeth Heaphy de Murray llega a Estados Unidos en el momento en el que la práctica de la acuarela y de la aguada empezaba a despertar interés entre los jóvenes artistas. La separación geográfica del continente americano del europeo tuvo sus consecuencias en la formación de los artistas y de sus obras; por esta razón la llegada de artistas foráneos incentiva su desarrollo, dado que estos comienzan a ver «la naturaleza por los ojos de sus maestros y en este sentido Elizabeth Murray» fue una pieza clave debido a sus continuos viajes. Elizabeth expone en las academias y sociedades artísticas que había en esos momentos y, además, se rodea un grupo de pintores para abrir estudios con el objetivo de enseñar. Además, destacará la publicación de su ya mencionada obra The Modern System of Painting in Watercolor from the Living Model en 1865, en la que vierte toda su experiencia.
Destacan dos de sus alumnas: en 1864 Julia C. Furbish y en 1869 Mary Rolfe. Julia Furbish destacó en la zona de Boston y se especializó en el retrato; realiza una copia del cuadro The Gipsy Cigar Girl de Elizabeth, con la que obtiene bastante éxito. Mary Rolfe aprendió a usar la misma técnica y a utilizar colores como el oliva; además, se preocupaba primordialmente por los rostros de quienes retrataba; destaca su obra Egiptian Girl, expuesta con mucho éxito en la Hale's Art Gallery en 1869. No se sabe cuál fue la deriva de ambas pintoras.